# 梅努阿州

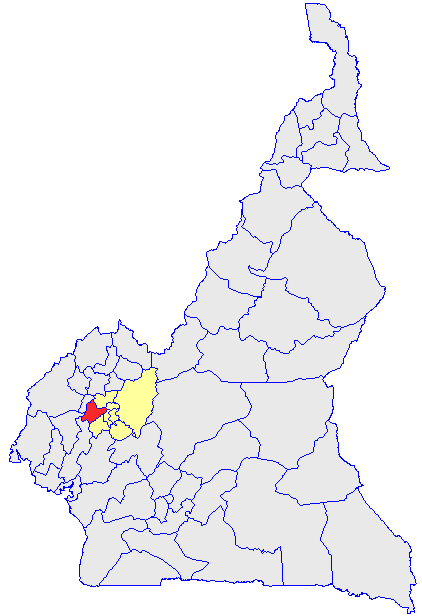

梅努阿州（法語：Menoua），是喀麥隆的58個州份之一，位於該國西部，由西部區負責管轄，東北面是班布托州，面積1,380平方公里，2001年人口372,244，人口密度每平方公里269.7人。